# House 2
Pour les articles homonymes, voir House.
Pour plus de détails, voir Fiche technique et Distribution.
House 2 : La Deuxième Histoire (House 2: The Second Story) est un film américain réalisé par Ethan Wiley, sorti en 1987.
Il s'agit du deuxième film de la saga House.

## Synopsis
Jesse et Kate emménagent dans le manoir où habitaient les parents de Jesse il y a 30 ans. En l'explorant, il découvre que l'un de ses ancêtres aurait dérobé un crâne de cristal aux pouvoirs surnaturels dont l'immortalité. Lorsqu'il déterre le cercueil de son aïeul, celui-ci est toujours vivant ! Mais le crâne va déclencher la convoitise de créatures ancestrales et la maison devient le lieu de phénomènes étranges...

## Fiche technique
- Titre original : House 2: The Second Story
- Titre français : House 2 : La Deuxième Histoire
- Réalisation : Ethan Wiley
- Scénario : Ethan Wiley
- Production : Sean S. Cunningham, Andrew Z. Davis et Roger Corman
- Société de production : New World Pictures
- Musique : Harry Manfredini
- Photographie : Mac Ahlberg
- Montage : Martin Nicholson
- Décors : Gregg Fonseca
- Costumes : Heidi F. Gilles et Heidi Kaczenski
- Pays de production : États-Unis
- Format : Couleurs - 1,85:1 - Mono - 35 mm
- Genre : Horreur, comédie
- Durée : 88 minutes
- Dates de sortie :
  - États-Unis : 28 août 1987
  - France : 18 novembre 1987

## Distribution
- Arye Gross : Jesse
- Jonathan Stark (en) (VF : Jean-Louis Faure) : Charlie
- Royal Dano : Gramps
- Bill Maher : John
- John Ratzenberger : Bill Towner
- Lar Park-Lincoln (VF : Brigitte Aubry) : Kate
- Amy Yasbeck : Lana
- Gregory Walcott : le shérif
- Dwier Brown : Clarence
- Lenora May (VF : Danièle Hazan) : Judith
- Devin DeVasquez : Virgin
- Jayne Modean : Rochelle
- Dean Cleverdon : Slim
- Ronn Carroll : l'adjoint
- Doug MacHugh : le grand prêtre
- David Arnott : Banana

## Production
Le tournage s'est déroulé dans les studios de Culver City, ainsi qu'à Los Angeles et le ranch Paramount d'Agoura.

## Lien avec la sagaEvil Dead
En Italie, le film Evil Dead sort sous le titre La Casa (« La Maison » en français). Evil Dead 2 est logiquement intitulé La Casa 2. Pour capitaliser sur le succès des films de Sam Raimi, le film La Casa 3 : Ghost House est produit. Il sortira en 1988, en France sous le titre La Maison du cauchemar. Officiellement, ce film n'a aucun lien avec la saga Evil Dead. La Maison du cauchemar sera suivi de Démoniaque présence (La Casa 4 : Witchcraft, 1988) et Au-delà des ténèbres (La Casa 5 : Beyond Darkness, 1990).
Bien que n'ayant aucun lien avec tous ces films, House 2 : La Deuxième Histoire (1987) et House 3 (1989) seront rebaptisés respectivement La Casa 6 et La Casa 7 pour leur sortie en Italie.

## Distinctions
- Nomination au prix du meilleur film, lors du festival Fantasporto en 1989.